# ترنسکریپتومیکس
ترانسکریپتوم یا رونوِشتام (به انگلیسی: Transcriptome) مجموعه‌ای از مولکول‌های آران‌ای پیام‌رسان (mRNA) یا رونوشت‌هایی است که در یک سلول یا در جمعیتی از سلول‌ها بیان می‌شود. بر خلاف ژنوم که در تمامی سلول‌های یک موجود زنده ثابت است (به استثنای جهش یافته ها)، در شرایط گوناگون الگوی بیان ژن‌ها و در نتیجه رونوشت‌های درون سلول‌ها تغییر خواهند کرد. به بیان دیگر، ترانسکریپتوم یا رونوِشتام هر سلول تحت تأثیر ژن‌هایی است که به‌طور فعال در زمانی خاص ابراز می‌شوند؛ البته تخریب mRNA نیز آن را تحت تأثیر قرار می‌دهد. برای نمونه، تنها ۳ درصد توالی‌های ژنومی انسان قابل رونویسی هستند. در مغز حدود ۱۵۰۰۰ ژن بیان می‌شوند در حالی که در سلول پوششی روده کمتر از ۲۰۰۰ ژن رونویسی می‌شود. از ۸۰۰۰ ژنی که در ریشه گیاه مدل آرابیداپسیس بیان می‌شوند، ۹۰ درصد آن‌ها در ساقه نیز قابل بیان هستند.
به‌طور خلاصه، ترانسکریپتومیکس استفاده از منابع ژنومی به منظور مطالعات عملکردی برای شناسایی و مقایسه ژن‌های بیان شونده یک ژنوم تحت شرایط مختلف محیطی، رشدی، بافتی و تکوینی می‌باشد.